# Expedición 21

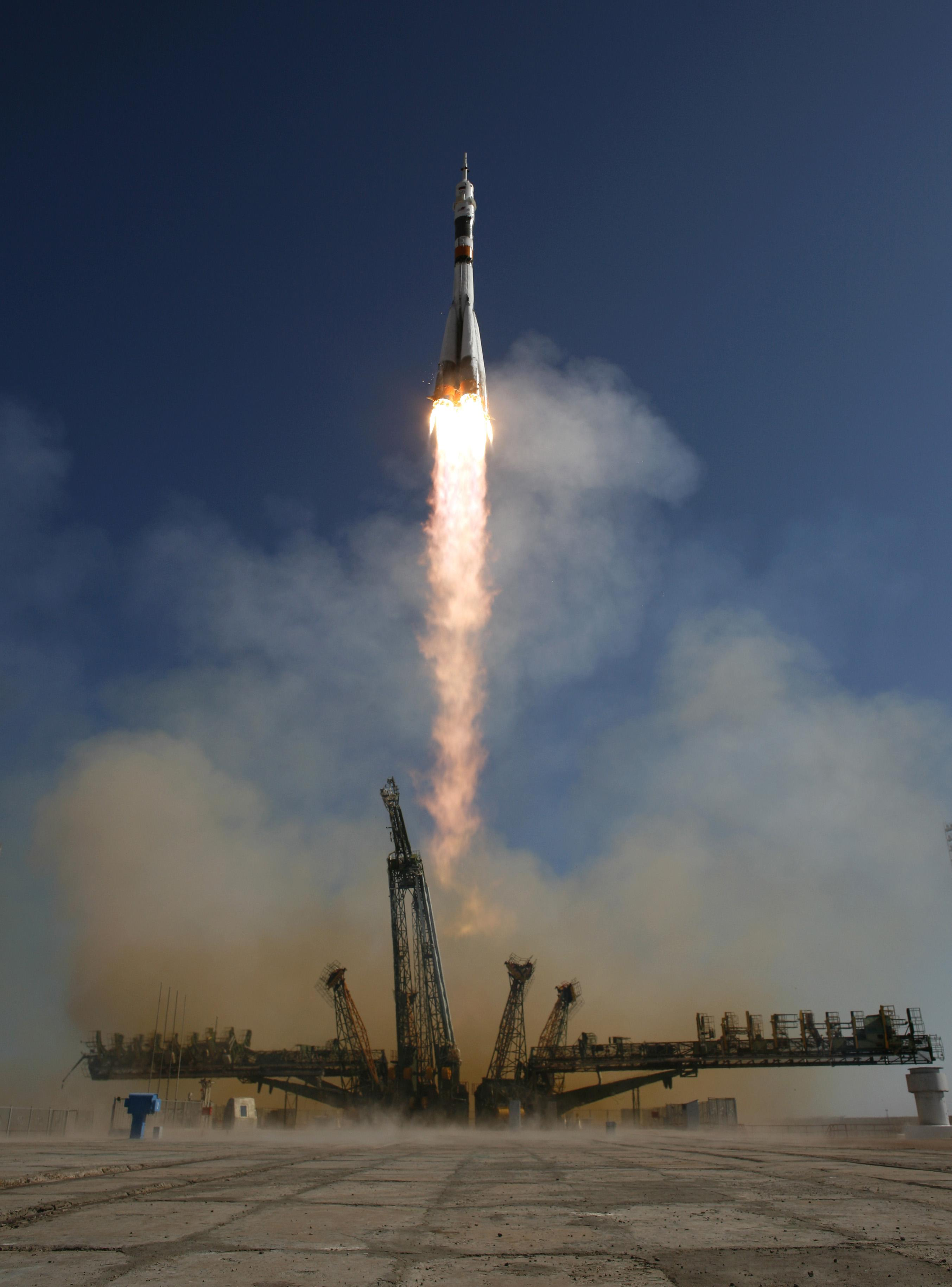
Despegue del Soyuz TMA-16 transportando a Jeffrey N. Williams, Maxim Suraev y el turista espacial Guy Laliberté (Kazajistán, 30 de septiembre de 2009).

La Expedición 21 fue la 21.ª estancia de larga duración en la Estación Espacial Internacional. Esta expedición comenzó el 30 de septiembre de 2009, con el belga Frank de Winne que es el primer astronauta de la Agencia Espacial Europea en comandar una misión espacial.
En el transcurso de la Expedición 20 y Expedición 21 exigió que tres vehículos Soyuz se acoplaran a la estación, todos al mismo tiempo, hecho que ocurrió por primera vez.
El Soyuz TMA-16 trajo los miembros restantes de la Expedición 21 a la Estación Espacial Internacional junto con el turista espacial Guy Laliberté. Laliberté regresó en la Soyuz TMA-14 con dos miembros de la Expedición 20.
Nicole Stott había llegado en la misión STS-128 y regreso a tierra bordo del STS-129 en noviembre de 2009. Stott estuvo asignada en la Expedición 20 y en la Expedición 21 y fue la última tripulante en participar en una Expedición de la ISS en despegar y aterrizar en un transbordador.

## Tripulación
| Posición             | Primera parte (octubre de 2009 a noviembre de 2009)  | Segunda parte (noviembre de 2009 a diciembre de 2009) |                                                      |
| -------------------- | ---------------------------------------------------- | ----------------------------------------------------- | ---------------------------------------------------- |
| Comandante           | Frank De Winne, ESA (Bélgica) Segundo vuelo espacial | Frank De Winne, ESA (Bélgica) Segundo vuelo espacial  | Frank De Winne, ESA (Bélgica) Segundo vuelo espacial |
| Ingeniero de vuelo 1 | Roman Romanenko, RSA Primer vuelo espacial           | Roman Romanenko, RSA Primer vuelo espacial            | Roman Romanenko, RSA Primer vuelo espacial           |
| Ingeniero de vuelo 2 | Robert Thirsk, CSA Segundo vuelo espacial            | Robert Thirsk, CSA Segundo vuelo espacial             | Robert Thirsk, CSA Segundo vuelo espacial            |
| Ingeniero de vuelo 3 | Jeffrey Williams, NASA Tercer vuelo espacial         | Jeffrey Williams, NASA Tercer vuelo espacial          | Jeffrey Williams, NASA Tercer vuelo espacial         |
| Ingeniero de vuelo 4 | Maksim Surayev, RSA Primer vuelo espacial            | Maksim Surayev, RSA Primer vuelo espacial             | Maksim Surayev, RSA Primer vuelo espacial            |
| Ingeniero de vuelo 5 | Nicole P. Stott, NASA Primer vuelo espacial          |                                                       |                                                      |

FuenteNASA